# Црнооки шаренац
Црнооки шаренац (лат. Melitaea cinxia) врста је лептира из породице шаренаца (лат. Nymphalidae).

## Опис
За ову врсту су карактеристичне црне тачке у пољима покрај руба задњег крила. Та поља нису испупчена ни на једну страну, по чему ову врсту можете разликовати од крупнооког шаренца. Распон крила износи 38-43 mm.
- Горња страна
- Доња страна

## Распрострањење и станиште
Насељава многа ливадска станишта, површине покрај шума, њива и насеља. Чест лептир у највећем делу Европе, најмасовнији с пролећа. 

## Биљке хранитељке
Биљка хранитељка је из рода боквица (Plantago spp.).